# Chaourse
Chaourse – miejscowość i gmina we Francji, w regionie Hauts-de-France, w departamencie Aisne.
Według danych na styczeń 2014 roku gminę zamieszkiwały 532 osoby, a gęstość zaludnienia wynosiła 28,5 osób/km².